# バカルディ (カクテル)
バカルディ（英語: Bacardi cocktail）とは、バカルディ・ラムをベースに使用したカクテルの名称である。バカルディ社の登録商標であり、一般名称はピンク・ダイキリ(pink daiquiri)である。

## 由来
1933年のアメリカの禁酒法廃止を機に、キューバで設立されたラムメーカー、バカルディ社が販売促進用につくったカクテル。バカルディ社のホワイト・ラムの使用が指定されている。
1936年4月28日、ニューヨーク州高位裁判所がバカルディ・ホワイト以外のラムを使った「バカルディ」を提供したニューヨークのバーに対し「バカルディは、バカルディ社のラムを使わなければならない」という判決を下したことで有名。

## レシピの例
バカルディジャパンによるレシピを以下に挙げる。
材料
- バカルディ・スペリオール（ホワイト・ラム） - 3/4
- ライム・ジュース - 1/4
- グレナデン・シロップ - 1tsp

作り方
1. 材料をシェイカーにいれてシェイクし、カクテル・グラスにそそぐ。

## バリエーション
ピンク・ダイキリ
一般的なホワイト・ラムを使用する。ホワイト・ラムはバカルディ社製品に限らない（バカルディはピンクダイキリの一種である。）。
ダイキリ
グレナデン・シロップの代わりに砂糖を使用する。ホワイト・ラムはバカルディ社製品に限らない。
サンチャゴ （Santiago）
ホワイト・ラム（バカルディ社製品に限らない）を1グラス分に増量し、ライム・ジュースとグレナデン・シロップを減量したカクテル。アルコール度数は高くなり、ピンク色は薄めになる。